# Christoph Dreher
Christoph Dreher (* 1952 in Nürnberg) ist ein deutscher Autor, Filmemacher und Musiker. Er unterrichtete zudem 20 Jahre lang audiovisuelle Medien.

## Leben
Nach einem Studium der politischen Wissenschaften und der Philosophie an der Freien Universität in Berlin (Diplom 1978) besuchte er zwischen 1978 und 1983 die Deutsche Film- und Fernsehakademie Berlin (DFFB).
Als Regisseur realisierte Christoph Dreher seit 1979 audiovisuelle Arbeiten. Noch zu seiner Zeit als Filmstudent waren dies einige Musikvideos für seine Band Die Haut (Der Karibische Western) und Nick Cave (Tupelo, The Singer und Mercy Seat), der Film OK OK – Der Moderne Tanz (zusammen mit Heiner Mühlenbrock), die Found-Footage-Studie Commercial – 40 One-Minute-Adventures in the World of TV (mit Gusztav Hamos) sowie das Spielfilm-Treatment Die Legionäre (mit Ellen El Malki).
In zahlreichen Dokumentarfilmen und -reihen befasste sich Dreher mit Themen der Popkultur mit besonderem Schwerpunkt auf Musik. So konzipierte er die Reihe Lost in Music, die in den 90er Jahren in insgesamt 18 einstündigen Folgen das gesamte Spektrum der zeitgenössischen Popmusik und der dazugehörigen Kulturen und Lebensstile behandelte. Er koproduzierte die Reihe mit Rolf S. Wolkenstein und führte Regie bei etwa der Hälfte der Folgen.
1980 gründete er zusammen mit Martin Peter die Post-Punk-/Post-Rock-Band Die Haut, deren erste Besetzung außerdem Thomas Wydler und Remo Park umfasste. Der Name war inspiriert durch das gleichnamige Buch des deutsch-italienischen Autors Curzio Malaparte. Abgesehen von Dreher mit wechselnden Mitgliedern (die dauerhafteste Besetzung war die mit Dreher, Thomas Wydler, Rainer Lingk und Jochen Arbeit) bestand die Band bis 2000 und produzierte in dieser Zeit zahlreiche Tonträger. Eigentlich eine Instrumentalband, deren Einflüsse von Bands der 60er Jahre wie Quicksilver Messenger Service, Captain Beefheart & His Magic Band oder The Stooges bis zu spät-70er-Jahre-Bands wie den New Yorker DNA reichte, kooperierten sie mit zahlreichen internationalen Sängern und Sängerinnen wie Lydia Lunch, Nick Cave, Jeffrey Lee Pierce oder Debbie Harry.
Von 2000 bis 2020 war Dreher Professor für audiovisuelle Medien an der Merz Akademie für Gestaltung in Stuttgart.

## Buchveröffentlichungen (Auswahl)
- Als Herausgeber: Autorenserien – Die Neuerfindung des Fernsehens. Stuttgart: merz & solitude, 2010
- Zusammen mit Christine Lang: Breaking Down Breaking Bad – Dramaturgie und Ästhetik einer Fernsehserie. Reihe Merz Akademie im Fink Verlag[2] 2013
- Als Herausgeber: Autorenserien II – Quality TV in USA und Europa Reihe Merz Akademie im Fink Verlag, 2014

## Filmografie und Videos (Auswahl)
- 1980 OK OK – Der moderne Tanz (DFFB, Buch/Regie mit Heiner Mühlenbrock, 90 Min.)
- 1981 Commercial – 40 One-Minute-Adventures in the World of TV (DFFB, Buch/Regie mit Gusztáv Hámos, 41 Min.)
- 1982 Who’s That Fat Bitch on the Corner? The Making of Tupelo, with Nick Cave & The Bad Seeds (Buch/Regie, 45 min.)
- 1985 Die Legionäre (ZDF, Buch/Regie mit Ellen El Malki, 30 Min.)
- 1992 Die Haut Live: Sweat (Co-Autor/-Regisseur, mit Rolf S. Wolkenstein und Rotraut Pape)
- 1993–1998 Serie Lost in Music (ZDF/3sat/arte, 18 Folgen à 60 Min), u. a.: 1993 Techno Trance (Co-Autor/-Regisseur u. a. mit Rolf S. Wolkenstein); 1994 Metal Mania (Co-Autor/-Regisseur mit Rolf S. Wolkenstein); 1995 Reggae Revolution; 1995 Hoch über Hamburg; 1995 Hiphop Hooray; 1996 Deep Into Dub; 1996 Electronic Jam; 1996 Chicago Connections
- 1995–1998 Serie Freestyle (VIVA, 105 Folgen à 60 Min., Studioproduktion, Co-Autor/-Regisseur)
- 1996 Streetfashion (Themenabend arte, 190 Min, Co-Autor/-Regisseur)
- 1997 Digital Spirit (Themenabend arte, 190 Min., Co-Autor/-Regisseur)
- 1997 Pop Odyssee – Die Beach Boys und der Satan (Buch/Regie, 60 Min.)
- 1998 Pop Odyssee – House of the Rising Punk (Buch/Regie, 60 Min.)
- 2000 Silver Rockets / Kool Things – 20 Years of Sonic Youth (Buch/Regie, 60 Min.)
- 2000 Reihe Fantastic Voyages, 7 Folgen à 60 Min. (Buch/Regie): Einführung – Kosmologie d. Musikvideos, Albträume, Body Rock, Short Stories, Befreite Bilder, Wunderbare Welten[3][4]
- 2002 Beck – Permanent Mutations (Buch/Regie, 60 Min.)
- 2003 Superhuman (Buch/Regie, 58 Min.)
- 2004 Voodoo Transformations (Buch/Regie (mit Rotraut Pape), ZDF/Theaterkanal, 27 Min.)
- 2004 Tanz den Voodoo – Der Kosmos des Koffi Koko (Buch/Regie (mit Rotraut Pape), 45 Min.)
- 2005 Youthquake ’65 – The London Pop Explosion (Buch/Regie, 60 Min.)
- 2007 Psychedelic Revolution ’67 (Buch/Regie, 77 Min.)
- 2009 No Wave – Underground ’80 Berlin-New York (Buch/Regie (mit Ellen El Malki), 52 Min.)[5]
- 2012 It’s more than TV – Die neuen US-Serien und ihre Macher (Buch/Regie, 58 Min.)

### Musikclips
- 1982 Die Haut: Der karibische Western
- 1983 Nick Cave and the Bad Seeds: The Singer und Tupelo
- 1984 Nick Cave and the Bad Seeds: Mercy Seat
- 1994 Gentleman: When the Sunshine Go Down
- 1996 Blumfeld: Verstärker und Advanced Chemistry:  Fremd im eigenen Land
- 1996 Jever Mountain Boys: Alone and Foresaken

## Interaktive künstlerische Fernseh- und Radioprojekte
- 1980–1995 Beteiligung an diversen interaktiven TV- und Radioprojekten von Van Gogh TV, Universcity TV, Ponton Lab (Ars Electronica, European Media Art Festival, Documenta etc., gesendet auf 3sat, lokalen TV-Stationen, eigenen Sendern etc.)

## Preise und Auszeichnungen (Auswahl)
- 1985 Förderpreis des Landes Nordrhein-Westfalen
- 1985 Best TV-Production (2. Internat. Biennale Video Ljubljana) für Die Legionäre
- 1985 Certificate de Merite (Video Culture Ontario) für Die Legionäre
- 1986 Kunstpreis Nordrhein-Westfalen
- 1993 Silbernes Kabel – Innovationspreis für Kabel- und Satellitenprogramme, für Lost In Music: Tekkno – Trance
- 1994 Sonderpreis des Kultusministers von Nordrhein-Westfalen beim Adolf-Grimme-Preis für Lost In Music – Hip Hop Hooray (zusammen mit Christian Cloos)

## Tonträger mitDie Haut(1981 bis 2000, Autor/Musiker) (Auswahl)
- 1982 Der karibische Western (mit Lydia Lunch)
- 1982 Burnin’ the Ice (mit Nick Cave)
- 1987 Headless Body in Topless Bar (u. a. mit Nick Cave, Anita Lane und Kid Congo Powers)
- 1992 Head On (u. a. mit Debbie Harry, Jeffrey Lee Pierce, Alan Vega, Lydia Lunch) Die Hard (with Arto Lindsay)
- 1993/94 Sweat (Live-Album, u. a. mit Nick Cave, Alexander Hacke, Blixa Bargeld)
- 1998 Spring
- 1999 Springer (Spring – Remixes, u. a. von Atom Heart, Oval, Jim O’Rourke, Scanner, Mad Professor)
- 2004 Wiederveröffentlichung von Burnin’ the Ice (mit Nick Cave) (remastered)